# مصفوفة مرافقة
المصفوفة المرافقة (بالإنجليزية: Comatrix) في الجبر الخطي لمصفوفة مربعة {\displaystyle A} هي المصفوفة المربعة {\displaystyle com(A)} من نفس الحيز، كل عنصر{\displaystyle com(A)_{i,j}}، ويسمى بالعامل المرافق، فيها يكتب بدلالة محدد المصفوفة الناتجة عن إلغاء السطر {\displaystyle i} والعمود {\displaystyle j} في {\displaystyle A}. إذا كانت {\displaystyle A} قابلة للعكس ، فإن مصفوفتها المرافقة تمكن من حساب المصفوفة العكسية ل {\displaystyle A}.
في ما يلي، نعتبر {\displaystyle A} مصفوفة مربعة حيزها {\displaystyle n}، بعناصر في حلقة تبادلية {\displaystyle K}.

## تعريف
باعتبار مصفوفة مربعة {\displaystyle A}، حيزها {\displaystyle n} ، العامل المرافق Cofactor ذو الإحداثيات {\displaystyle (i,j)}، الذي هو العنصر {\displaystyle (i,j)} للمصفوفة المرافقة {\displaystyle com(A)}، يساوي:
{\displaystyle \left(\operatorname {com} A\right)_{i,j}:=\det \left(A'_{i,j}\right)=(-1)^{i+j}\det \left(A_{i,j}\right)} بحيث:
- {\displaystyle A'_{i,j}} هي المصفوفة المربعة التي حيزها {\displaystyle n} والمشكلة انطلاقا من {\displaystyle A}، عبر تعويض عناصر العمود {\displaystyle j} بأصفار باستثناء العنصر {\displaystyle (i,j)} الذي يعوض ب {\displaystyle 1}.
- {\displaystyle A_{i,j}} هي المصفوفة المربعة التي حيزها {\displaystyle n-1} والمشكلة انطلاقا من {\displaystyle A}، عبر حذف العمود {\displaystyle j} والسطر {\displaystyle i}. محدد {\displaystyle A_{i,j}} يشكل بالتالي عنصرا من مجموعة مختصرات {\displaystyle A}.

## صيغ لابلاص
يمكن حساب محدد مصفوفة مربعة {\displaystyle A} فقط انطلاقا من عناصر عمود (أو سطر) واحد ومن معاملاتها المرافقة. هذه الطريقة، المعروفة بصيغة لابلاص (نسبة إلى الرياضياتي الفرنسي بيير لابلاص) تمكن من تحويل مسألة حساب محدد من الرتبة {\displaystyle n} إلى {\displaystyle n} عملية حسابية لمحددات من الرتبة {\displaystyle n-1}، وهو ما يشكل تبسيطا أو تخفيفا للعملية، على مستوى القدرة الحسابية.
| البعد                    | الصيغة                                                                     |
| ------------------------ | -------------------------------------------------------------------------- |
| العمود {\displaystyle j} | {\displaystyle \det A=\sum _{i=1}^{n}a_{i;j}(\operatorname {com} A)_{i,j}} |
| السطر {\displaystyle i}  | {\displaystyle \det A=\sum _{j=1}^{n}a_{i;j}(\operatorname {com} A)_{i,j}} |

## خاصيات
- المصفوفة المرافقة لمنقولة {\displaystyle A} هي منقولة مرافقتها: {\displaystyle com({}^{t}A)={}^{t}com(A)}.
- عملية المرافقة ثابتة حسب عملية الجداء: بالنسبة لمصفوفتين مربعتين {\displaystyle A} و{\displaystyle B}: {\displaystyle com(AB)=com(A)\times com(B)}.
- إذا كان {\displaystyle K} حقلا تبادليا:
  - إذا كانت {\displaystyle A} قابلة للعكس، أي برتبة {\displaystyle n}، فإن {\displaystyle com(A)} أيضا قابلة للعكس.
  - إذا كانت رتبة {\displaystyle A} تساوي {\displaystyle n-1} (مع {\displaystyle n\geq 2}): {\displaystyle rank(com(A))=1}.
  - إذا كانت{\displaystyle rank(A)\leq n-2} (مع {\displaystyle n\geq 3}): {\displaystyle com(A)=0}.

## أمثلة

### مصفوفة حيزها2×2{\displaystyle 2\times 2}
{\displaystyle \operatorname {com} {\begin{pmatrix}a&b\\c&d\end{pmatrix}}={\begin{pmatrix}d&-b\\-c&a\end{pmatrix}}}

### مصفوفة حيزها3×3{\displaystyle 3\times 3}
{\displaystyle \operatorname {com} {\begin{pmatrix}a_{11}&a_{12}&&a_{13}\\a_{21}&a_{22}&&a_{23}\\a_{31}&a_{32}&&a_{33}\\\end{pmatrix}}={\begin{pmatrix}+{\begin{vmatrix}a_{22}&a_{23}\\a_{32}&a_{33}\end{vmatrix}}&-{\begin{vmatrix}a_{21}&a_{23}\\a_{31}&a_{33}\end{vmatrix}}&+{\begin{vmatrix}a_{21}&a_{22}\\a_{31}&a_{32}\end{vmatrix}}\\-{\begin{vmatrix}a_{12}&a_{13}\\a_{32}&a_{33}\end{vmatrix}}&+{\begin{vmatrix}a_{11}&a_{13}\\a_{31}&a_{33}\end{vmatrix}}&-{\begin{vmatrix}a_{11}&a_{12}\\a_{31}&a_{32}\end{vmatrix}}\\+{\begin{vmatrix}a_{12}&a_{13}\\a_{22}&a_{23}\end{vmatrix}}&-{\begin{vmatrix}a_{11}&a_{13}\\a_{21}&a_{23}\end{vmatrix}}&+{\begin{vmatrix}a_{11}&a_{12}\\a_{21}&a_{22}\end{vmatrix}}\end{pmatrix}}}
للتذكير، فالمحدد يساوي: {\displaystyle {\begin{vmatrix}a&b\\c&d\end{vmatrix}}=ad-bc}.